# Landkreis Allenstein
Der Landkreis Allenstein war ein Landkreis der preußischen Provinz Ostpreußen, der von 1818 bis 1945 bestand.

## Geographie
Der Landkreis Allenstein umfasste das südwestliche Ermland und grenzte südlich und westlich an Masuren.
Im Landkreis Allenstein wohnte eine mehrheitlich katholische Bevölkerung (92,3 %). Der Anteil der Polnisch sprechenden Bevölkerung lag 1910 bei 57 %. Die meisten Bewohner (63,7 %) waren in der Landwirtschaft tätig.

## Geschichte
Das Gebiet des Landkreises Allenstein gehörte historisch zum Fürstbistum Ermland, das 1772 im Rahmen der ersten polnischen Teilung an Preußen fiel. Nach der Einbindung in den preußischen Staat wurden im Ermland 1773 zunächst die beiden landrätlichen Kreise Braunsberg und Heilsberg eingerichtet, die beide der Kriegs- und Domänenkammer Königsberg zugeordnet wurden.
Im Rahmen der preußischen Verwaltungsreformen ergab sich die Notwendigkeit einer umfassenden Kreisreform in ganz Ostpreußen, da die 1752 bzw. 1773 eingerichteten Kreise sich als unzweckmäßig und zu groß erwiesen hatten. Im Ermland wurde aus dem südwestlichen Teil des alten Kreises Heilsberg mit Wirkung vom 1. Februar 1818 der neue Kreis Allenstein gebildet. Er umfasste das Gebiet der alten ermländischen Kammerämter Allenstein und Wartenburg mit den römisch-katholischen Kirchspielen Allenstein, Alt Wartenburg, Braunswalde, Dietrichswalde, Diwitten, Grieslienen, Groß Bertung, Groß Kleeberg, Groß Purden, Groß Ramsau, Jonkendorf, Klaukendorf, Lemkendorf, Neu Kokendorf, Schönberg, Schönbruck, Süssenthal, Wartenburg und Wutrienen.
Der Kreis Allenstein wurde dem Regierungsbezirk Königsberg zugeordnet, der 1808 aus der alten Kriegs- und Domänenkammer Königsberg hervorgegangen war. Seit dem 3. Dezember 1829 gehörte der Kreis nach dem Zusammenschluss der Provinzen Ostpreußen und Westpreußen zur neuen Provinz Preußen. Nach der Teilung der Provinz Preußen in die Provinzen Ostpreußen und Westpreußen am 1. April 1878 gehörte der Kreis Allenstein zu Ostpreußen. Am 1. November 1905 wurde der Kreis Allenstein dem neuen Regierungsbezirk Allenstein zugeteilt.
Am 1. April 1910 schied die Stadt Allenstein aus dem Kreis aus und bildete einen eigenen Stadtkreis. Der Kreis Allenstein wurde seitdem als Landkreis Allenstein  bezeichnet.
Zum 1. Mai 1919 wurde der Gutsbezirk Schloßfreiheit Allenstein aus dem Landkreis Allenstein in den Stadtkreis Allenstein eingegliedert.
Im Jahre 1920 gehörte der Kreis Allenstein zum Abstimmungsgebiet Allenstein dessen Bewohner nach den Bestimmungen im Friedensvertrag von Versailles über die Gebietszugehörigkeit abstimmen sollten. Es entschieden sich 13,47 % der Abstimmenden des Landkreises für eine Vereinigung mit Polen und 86,53 % für einen Verbleib bei Ostpreußen.
Zum 30. September 1928 fand im Kreis Allenstein entsprechend der Entwicklung im übrigen Freistaat Preußen eine Gebietsreform statt, bei der alle bisher Gutsbezirke bis auf einen aufgelöst und benachbarten Landgemeinden zugeteilt wurden.
Im Januar 1945 besetzte die Rote Armee das Kreisgebiet und stellte es im März 1945 unter die Verwaltung der Volksrepublik Polen. Diese vertrieb in der Folgezeit die deutsche Bevölkerung. Etwa sieben Prozent der Einwohner, die sie als „autochthone Polen“ einstufte, durften im Gebiet des Landkreises verbleiben. Die meisten bisherigen Kreisbewohner gelangten nach Mecklenburg und Schleswig-Holstein. Das frühere Kreisgebiet gehört heute zum Powiat Olsztyński in der polnischen Woiwodschaft Ermland-Masuren.

## Einwohnerentwicklung
| Jahr | Einwohner | Quelle |
| ---- | --------- | ------ |
| 1818 | 21.635    | [ 3 ]  |
| 1846 | 39.429    | [ 4 ]  |
| 1871 | 55.925    | [ 5 ]  |
| 1890 | 77.612    | [ 6 ]  |
| 1900 | 82.486    | [ 6 ]  |
| 1910 | 57.919    | [ 6 ]  |
| 1925 | 55.808    | [ 6 ]  |
| 1933 | 57.003    | [ 6 ]  |
| 1939 | 57.077    | [ 6 ]  |

## Politik

### Landräte

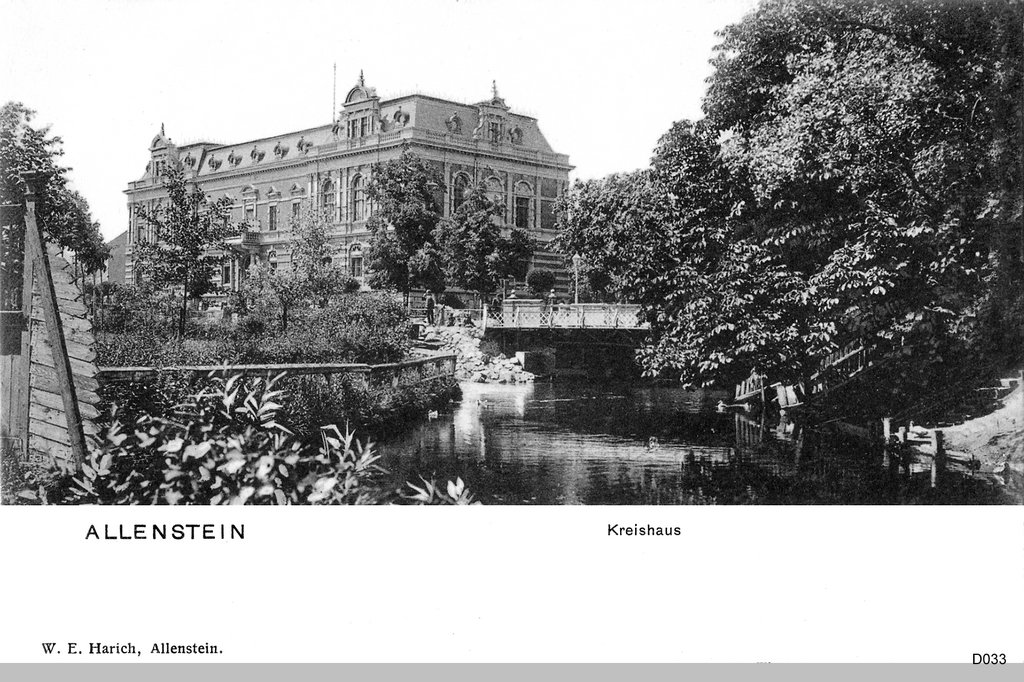
Kreishaus in Allenstein

- 1818–000000Friedrich Erdmann von Pastau
- 1824–000000von Knoblauch
- 18310000000von Surkow
- 1832–184100von Tucholka
- 18410000000Moritz von Lavergne-Peguilhen (1801–1870) (kommissarisch)
- 1841–186100Friedrich Wilhelm Martens
- 1861–187100Otto Gisevius (1821–1871)
- 1872–187700Ernst von den Brincken (1835–1895)
- 1878–189900Wilhelm Eduard August Kleemann
- 1899–190600Felix Krahmer
- 1907–191500Walter Pauly (1871–1959)
- 1915–191700von Baumbach (kommissarisch)
- 1917–192000Otto Dilthey (kommissarisch)
- 1919–193500Georg Graf von Brühl
- 1935–193800Geßner
- 19380000000Franke
- 1939–000000Heinrich von Bünau (1906–1992)

### Wahlen
Im Deutschen Kaiserreich bildete der Kreis Allenstein zusammen mit dem Kreis Rößel den Reichstagswahlkreis Königsberg 9. Dieser stark katholisch geprägte Wahlkreis wurde bei fast allen Reichstagswahlen zwischen 1871 und 1912 von Kandidaten der Deutschen Zentrumspartei gewonnen. Lediglich bei der Reichstagswahl 1893 konnte mit Anton von Wolszlegier ein Vertreter der Polnischen Fraktion das Mandat gewinnen.

## Kommunalverfassung
Der Landkreis Allenstein gliederte sich in Städte, Landgemeinden und – bis zu deren fast vollständigem Wegfall im Jahre 1929 – Gutsbezirke. Mit Einführung des preußischen Gemeindeverfassungsgesetzes vom 15. Dezember 1933 gab es ab dem 1. Januar 1934 eine einheitliche Kommunalverfassung für alle Gemeinden. Mit Einführung der Deutschen Gemeindeordnung vom 30. Januar 1935 trat zum 1. April 1935 die im Deutschen Reich gültige Kommunalverfassung in Kraft, wonach die bisherigen Landgemeinden nun als Gemeinden bezeichnet wurden. Diese waren in Amtsbezirken zusammengefasst.

## Städte und Gemeinden

### Verwaltungsgliederung 1945
Der Landkreis Allenstein setzte sich am 1. Januar 1945 aus 131 Gemeinden, darunter die Stadt Wartenburg i.Ostpr. sowie dem gemeindefreien Forstgutsbezirk Ramucker Heide zusammen.
| Amtsbezirke & Gemeinden                                            | Bevölkerung (1939) | Bemerkung                                          |
| Stadt Wartenburg i. Ostpr.                                         |                    |                                                    |
| 1. Reuschhagen                                                     | 679                |                                                    |
| 2. Wartenburg i. Ostpr., Stadt                                     | 5.843              |                                                    |
| Amtsbezirk Bartelsdorf                                             |                    |                                                    |
| 1. Groß Bartelsdorf                                                | 443                |                                                    |
| 2. Kirschbaum                                                      | 248                |                                                    |
| 3. Leschnau                                                        | 225                | 16. Juli 1938 umbenannt, davor Groß Leschno        |
| 4. Neu Märtinsdorf                                                 | 253                | 24. Dezember 1939 umbenannt, davor Neu Mertinsdorf |
| Amtsbezirk Braunswalde                                             |                    |                                                    |
| 1. Braunswalde                                                     | 503                |                                                    |
| 2. Groß Buchwalde                                                  | 724                |                                                    |
| 3. Kainen                                                          | 152                |                                                    |
| 4. Spiegelberg                                                     | 569                |                                                    |
| 5. Woppen                                                          | 28                 |                                                    |
| Amtsbezirk Cronau                                                  |                    |                                                    |
| 1. Cronau                                                          | 803                | 3. Juli 1929 umbenannt, davor Groß Cronau          |
| 2. Kallacken                                                       | 50                 | 3. Juni 1938 umbenannt, davor Kollacken            |
| 3. Kirschdorf                                                      | 250                |                                                    |
| 4. Prohlen                                                         | 224                |                                                    |
| Amtsbezirk Dietrichswalde                                          |                    |                                                    |
| 1. Dietrichswalde                                                  | 941                |                                                    |
| 2. Leissen bis 1928: Leyßen                                        | 129                | 30. September 1928 umbenannt, davor Hermsdorf      |
| 3. Nagladden                                                       | 325                |                                                    |
| 4. Penglitten                                                      | 195                |                                                    |
| 5. Rentienen                                                       | 59                 |                                                    |
| 6. Woritten                                                        | 570                |                                                    |
| Amtsbezirk Diwitten                                                |                    |                                                    |
| 1. Diwitten                                                        | 626                |                                                    |
| 2. Hochwalde                                                       | 260                |                                                    |
| 3. Rosenau                                                         | 690                |                                                    |
| 4. Rosgitten                                                       | 63                 |                                                    |
| Amtsbezirk Forst Lanskerofen                                       |                    |                                                    |
| 1. Ramucker Heide, Anteil Kr. Allenstein, Forst, Forst (teilweise) | 0                  | von 1908 bis 1929 mit Stabigotten, Forst           |
| Amtsbezirk Forst Purden                                            |                    |                                                    |
| 1. Ramucker Heide, Anteil Kr. Allenstein, Forst, Forst (teilweise) | 0                  |                                                    |
| Amtsbezirk Forst Ramuck                                            |                    |                                                    |
| 1. Ramucker Heide, Anteil Kr. Allenstein, Forst, Forst (Rest)      | 0                  |                                                    |
| Amtsbezirk Göttkendorf                                             |                    |                                                    |
| 1. Abstich                                                         | 481                |                                                    |
| 2. Göttkendorf                                                     | 1.079              |                                                    |
| 3. Likusen                                                         | 820                | 16. Juli 1938 umbenannt, davor Lykusen             |
| 4. Redigkainen                                                     | 158                |                                                    |
| Amtsbezirk Grieslienen                                             |                    |                                                    |
| 1. Grieslienen                                                     | 939                |                                                    |
| 2. Honigswalde                                                     | 265                | 27. April 1908 umbenannt, davor Mniodowko          |
| 3. Ramucker Heide, Anteil Kr. Allenstein, Forst, Forst (teilweise) | 0                  | ab 30. September 1929 mit Stabigotten, Forst       |
| 4. Stabigotten                                                     | 925                |                                                    |
| 5. Wemitten                                                        | 387                |                                                    |
| Amtsbezirk Hirschberg                                              |                    |                                                    |
| 1. Daumen                                                          | 173                |                                                    |
| 2. Hirschberg                                                      | 603                |                                                    |
| 3. Kirschlainen                                                    | 279                |                                                    |
| 4. Odritten                                                        | 91                 |                                                    |
| Amtsbezirk Jonkendorf                                              |                    |                                                    |
| 1. Jonkendorf                                                      | 781                |                                                    |
| 2. Mondtken                                                        | 543                |                                                    |
| 3. Polleiken                                                       | 81                 |                                                    |
| 4. Steinberg                                                       | 404                |                                                    |
| 5. Wengaithen                                                      | 215                |                                                    |
| Amtsbezirk Kellaren                                                |                    |                                                    |
| 1. Ganglau                                                         | 183                |                                                    |
| 2. Reußen                                                          | 870                |                                                    |
| Amtsbezirk Klaukendorf                                             |                    |                                                    |
| 1. Groß Trinkhaus                                                  | 263                |                                                    |
| 2. Klaukendorf                                                     | 215                |                                                    |
| 3. Leinau                                                          | 263                | 30. September 1928 umbenannt, davor Leynau         |
| 4. Schönwalde                                                      | 487                |                                                    |
| Amtsbezirk Kleeberg                                                |                    |                                                    |
| 1. Groß Kleeberg                                                   | 521                |                                                    |
| 2. Klein Kleeberg                                                  | 592                |                                                    |
| 3. Patricken                                                       | 426                |                                                    |
| 4. Quidlitz                                                        | 161                |                                                    |
| Amtsbezirk Klein Bertung                                           |                    |                                                    |
| 1. Bertung                                                         | 798                | 30. September 1928 umbenannt, davor Groß Bertung   |
| 2. Jomendorf                                                       | 904                |                                                    |
| Amtsbezirk Klein Trinkhaus                                         |                    |                                                    |
| 1. Bruchwalde                                                      | 209                |                                                    |
| 2. Kalborn                                                         | 547                | 20. Juli 1934 umbenannt, davor Kalborno            |
| 3. Wiranden                                                        | 241                | 16. Juli 1938 umbenannt, davor Wyranden            |
| Amtsbezirk Kockendorf                                              |                    |                                                    |
| 1. Alt Kockendorf                                                  | 307                |                                                    |
| 2. Groß Gemmern                                                    | 89                 |                                                    |
| 3. Neu Kockendorf                                                  | 381                |                                                    |
| 4. Schaustern                                                      | 358                |                                                    |
| 5. Tolnicken                                                       | 417                | 16. Juli 1938 umbenannt, davor Pupkeim             |
| Amtsbezirk Kranz                                                   |                    |                                                    |
| 1. Barwienen                                                       | 69                 |                                                    |
| 2. Darethen                                                        | 565                | 24. September 1913 umbenannt, davor Dorothowo      |
| 3. Kranz                                                           | 99                 |                                                    |
| 4. Mauden                                                          | 167                |                                                    |
| Amtsbezirk Kudippen                                                |                    |                                                    |
| 1. Deuthen                                                         | 977                |                                                    |
| 2. Gronitten                                                       | 236                |                                                    |
| 3. Schillings                                                      | 74                 |                                                    |
| Amtsbezirk Lemkendorf                                              |                    |                                                    |
| 1. Alt Vierzighuben                                                | 350                |                                                    |
| 2. Derz                                                            | 630                |                                                    |
| 3. Groß Lemkendorf                                                 | 1.002              |                                                    |
| 4. Klein Lemkendorf                                                | 102                |                                                    |
| Amtsbezirk Lengainen                                               |                    |                                                    |
| 1. Bogdainen                                                       | 67                 |                                                    |
| 2. Fittigsdorf                                                     | 375                |                                                    |
| 3. Kaplitainen                                                     | 193                |                                                    |
| 4. Lengainen                                                       | 731                |                                                    |
| Amtsbezirk Maraunen                                                |                    |                                                    |
| 1. Alt Wartenburg                                                  | 830                |                                                    |
| 2. Maraunen                                                        | 296                | 30. September 1928 umbenannt, davor Neu Maraunen   |
| Amtsbezirk Mokainen                                                |                    |                                                    |
| 1. Mokainen                                                        | 597                |                                                    |
| 2. Skaibotten                                                      | 554                |                                                    |
| Amtsbezirk Nickelsdorf                                             |                    |                                                    |
| 1. Köslienen                                                       | 498                |                                                    |
| 2. Micken                                                          | 181                |                                                    |
| 3. Salbken                                                         | 205                |                                                    |
| 4. Trautzig-Nickelsdorf                                            | 267                |                                                    |
| 5. Wadang                                                          | 130                |                                                    |
| Amtsbezirk Plautzig                                                |                    |                                                    |
| 1. Lansk                                                           | 107                |                                                    |
| 2. Nußtal                                                          | 98                 | 21. April 1905 umbenannt, davor Orzechowo          |
| 3. Plautzig                                                        | 732                |                                                    |
| 4. Sombien                                                         | 153                |                                                    |
| Amtsbezirk Preiwils                                                |                    |                                                    |
| 1. Gillau                                                          | 458                |                                                    |
| 2. Graskau                                                         | 93                 |                                                    |
| 3. Klausen                                                         | 177                | 16. Juli 1938 umbenannt, davor Klutznick           |
| 4. Nerwigk                                                         | 226                |                                                    |
| 5. Preiwils                                                        | 401                | 16. Juli 1938 umbenannt, davor Preylowen           |
| Amtsbezirk Purden                                                  |                    |                                                    |
| 1. Alt Märtinsdorf                                                 | 344                | 24. Dezember 1939 umbenannt, davor Alt Mertinsdorf |
| 2. Groß Purden                                                     | 820                |                                                    |
| 3. Klein Purden                                                    | 195                |                                                    |
| 4. Pathaunen                                                       | 310                |                                                    |
| Amtsbezirk Ramsau                                                  |                    |                                                    |
| 1. Debrong                                                         | 83                 |                                                    |
| 2. Krämersdorf                                                     | 301                |                                                    |
| 3. Ramsau                                                          | 837                |                                                    |
| 4. Schönfließ                                                      | 129                |                                                    |
| 5. Wieps                                                           | 850                |                                                    |
| Amtsbezirk Schönau                                                 |                    |                                                    |
| 1. Jadden                                                          | 351                |                                                    |
| 2. Ottendorf                                                       | 529                |                                                    |
| 3. Schönau                                                         | 200                |                                                    |
| 4. Tollack                                                         | 757                |                                                    |
| Amtsbezirk Schönbrück                                              |                    |                                                    |
| 1. Nattern                                                         | 268                |                                                    |
| 2. Schönbrück                                                      | 644                |                                                    |
| 3. Schönfelde                                                      | 667                |                                                    |
| 4. Thomsdorf                                                       | 566                |                                                    |
| Amtsbezirk Schöneberg                                              |                    |                                                    |
| 1. Alt Schöneberg                                                  | 421                |                                                    |
| 2. Ballingen                                                       | 67                 |                                                    |
| 3. Gedaithen                                                       | 278                |                                                    |
| 4. Gottken                                                         | 230                |                                                    |
| 5. Neu Schöneberg                                                  | 139                |                                                    |
| 6. Stenkienen                                                      | 280                |                                                    |
| 7. Warkallen                                                       | 313                |                                                    |
| 8. Windtken                                                        | 244                |                                                    |
| Amtsbezirk Süssenthal                                              |                    |                                                    |
| 1. Groß Damerau                                                    | 385                |                                                    |
| 2. Neu Vierzighuben                                                | 489                |                                                    |
| 3. Plutken                                                         | 379                |                                                    |
| 4. Süssenthal                                                      | 525                |                                                    |
| Amtsbezirk Wuttrienen                                              |                    |                                                    |
| 1. Friedrichstädt                                                  | 130                |                                                    |
| 2. Grabenau                                                        | 627                | 19. November 1932 umbenannt, davor Przykopp        |
| 3. Herrmannsort                                                    | 356                | 16. Juli 1938 umbenannt, davor Neu Kaletka         |
| 4. Neu Bartelsdorf                                                 | 414                |                                                    |
| 5. Teerwalde                                                       | 347                | 16. Juli 1938 umbenannt, davor Alt Kaletka         |
| 6. Wuttrienen                                                      | 730                |                                                    |

### Vor 1945 aufgelöste Gemeinden
- Alt Allenstein, am 30. September 1928 zu Schönwalde
- Baggen, 1929 zu Unterwalde
- Dongen, am 1. April 1939 zu Diwitten
- Elisenhof, am 30. September 1928 zu Klein Kleeberg
- Groß Bertung, am 30. September 1928 zu Bertung
- Groß Ramsau, am 30. September 1928 zu Ramsau
- Grünau, nach 1908 zu Honigswalde
- Klein Bertung, am 30. September 1928 zu Groß Bertung
- Klein Ramsau, am 30. September 1928 zu Ramsau
- Klein Trinkhaus, am 17. Oktober 1928 zu Kalborno
- Kolpacken, am 14. Juli 1889 zu Groß Trinkhaus
- Koschno, am 14. Juli 1907 zum Forstgutsbezirk Purden
- Kucharzewo, am 1. April 1937 zu Nußtal
- Nickelsdorf, am 17. Oktober 1928 zu Trautzig-Nickelsdorf
- Neu Patricken, am 30. September 1928 zu Patricken
- Podlassen, am 30. September 1928 zu Klutznick
- Rykowitz, am 30. September 1929 zu Bruchwalde
- Trautzig, am 17. Oktober 1928 zu Trautzig-Nickelsdorf
- Wallen, am 30. September 1928 zu Preylowen
- Wygodda, am 30. September 1929 zu Bruchwalde

### Ortsnamen
1938 fanden im Kreis Allenstein umfangreiche Änderungen von Ortsnamen statt. Das waren, da meist „nicht deutsch genug“, lautliche Angleichungen, Übersetzungen oder freie Erfindungen, zum Beispiel:
| Alt Kaletka:       | Teerwalde                           |
| Alt Mertinsdorf:   | Alt Märtinsdorf (24. Dezember 1939) |
| Barkeim            | Barkheim (1939)                     |
| Dziergunken:       | Kiebitzbruch                        |
| Dzuchen:           | Grabenau Wald                       |
| Grabowo:           | Buchental                           |
| Groß Leschno:      | Leschnau                            |
| Kirschbaum:        | Klein Bartelsdorf                   |
| Klein Bartelsdorf: | Kirschbaum                          |
| Klutznick:         | Klausen                             |
| Kollacken          | Kallacken                           |
| Kolpacken:         | Kleinpuppen                         |
| Labens:            | Gulben                              |
| Lallka:            | Kleinramuck                         |
| Leynau:            | Leinau                              |
| Lykusen:           | Likusen                             |
| Masuchen:          | Finkenwalde                         |
| Neu Mertinsdorf:   | Neu Märtinsdorf (24. Dezember 1939) |
| Neu Kaletka:       | Herrmannsort                        |
| Podlassen:         | Klausenhof                          |
| Preylowen:         | Preiwils                            |
| Pupkeim:           | Tolnicken                           |
| Rykowitz:          | Rickenhof                           |
| Soykamühle:        | Eichelmühle                         |
| Vorwerkswalde:     | (?) Waldhausen                      |
| Wessolowen:        | Frohwalde                           |
| Wygodda:           | Waldruh                             |
| Wyranden:          | Wiranden                            |

Einige weitere Umbenennungen waren schon vor 1938 erfolgt:
| Dorothowo:        | Darethen (24. September 1913)                |
| Gradda:           | Ganglau (Forst) (24. Mai 1930)               |
| Kalborno:         | Kalborn (12. Juli 1934)                      |
| Leschno, Forst:   | Klein Leschno (1938), Leschnau, Forst (1939) |
| Leyßen:           | Leissen (30. September 1928)                 |
| Neu Przykopp:     | Neu Grabenau (19. November 1932)             |
| Orzechowo:        | Nußtal (21. April 1905)                      |
| Przykopp (Dorf):  | Grabenau (19. November 1932)                 |
| Przykopp (Forst): | Wilhelmshütte (30. Mai 1934)                 |
| Zasdrosz:         | Neidhof (3. September 1935)                  |

## Personen
- Hugo Haase (1863–1919), deutscher Politiker (SPD und USPD)
- Feliks Nowowiejski (1877–1946), polnischer Komponist
- Emil Stürtz, Oberpräsident der Provinz Brandenburg von 1936 bis 1945
- Erich Mendelsohn, Architekt
- Heinz Tiessen, Komponist
- Hans-Jürgen Wischnewski, Politiker (SPD)
- Georg Sterzinsky (1936–2011), Kardinal und Erzbischof von Berlin
- Gerd-Helmut Komossa (1924–2018), deutscher Generalmajor a. D.
- Herbert Monkowski (1934–2023), deutscher Publizist und Bundesverdienstkreuzträger
- Georg Hermanowski (1918–1993), Schriftsteller, Historiker, Übersetzer
- Lucas David (1503–1583), preußischer Historiker
- Franz Hipler (1836–1898), deutscher Historiker und Theologe
- Alois Bulitta (1897–1971), deutscher Volkswirt, Slawist, Schulrat, Fachbuchautor, Bundesverdienstkreuzträger
- Arno Bulitta (1921–1995), deutscher Mediziner, stellv. Bürgermeister und Lokalpolitiker sowie Bundesverdienstkreuzträger
- Franz Bulitta (1900–1974), deutscher Pfarrer und Geistlicher Rat sowie Bischöflicher Kommissar
- Josef Bulitta (1908–1979), deutscher Jurist, Sach- und Schulbuchautor, Gründer der „Aktion für das Leben“ und Bundesverdienstkreuzträger
- Ursula Fox (* 1938), Ökonomin, Sachbuchautorin und Bundesverdienstkreuzträgerin
- Ulrich Fox (1937–2012), Ingenieur, Sachbuchautor, Heimatforscher und Bundesverdienstkreuzträger
- Horst Tuguntke (1931–2024), deutscher Verwaltungsjurist, Heimatforscher, Publizist und Bundesverdienstkreuzträger